# Aceite de foca

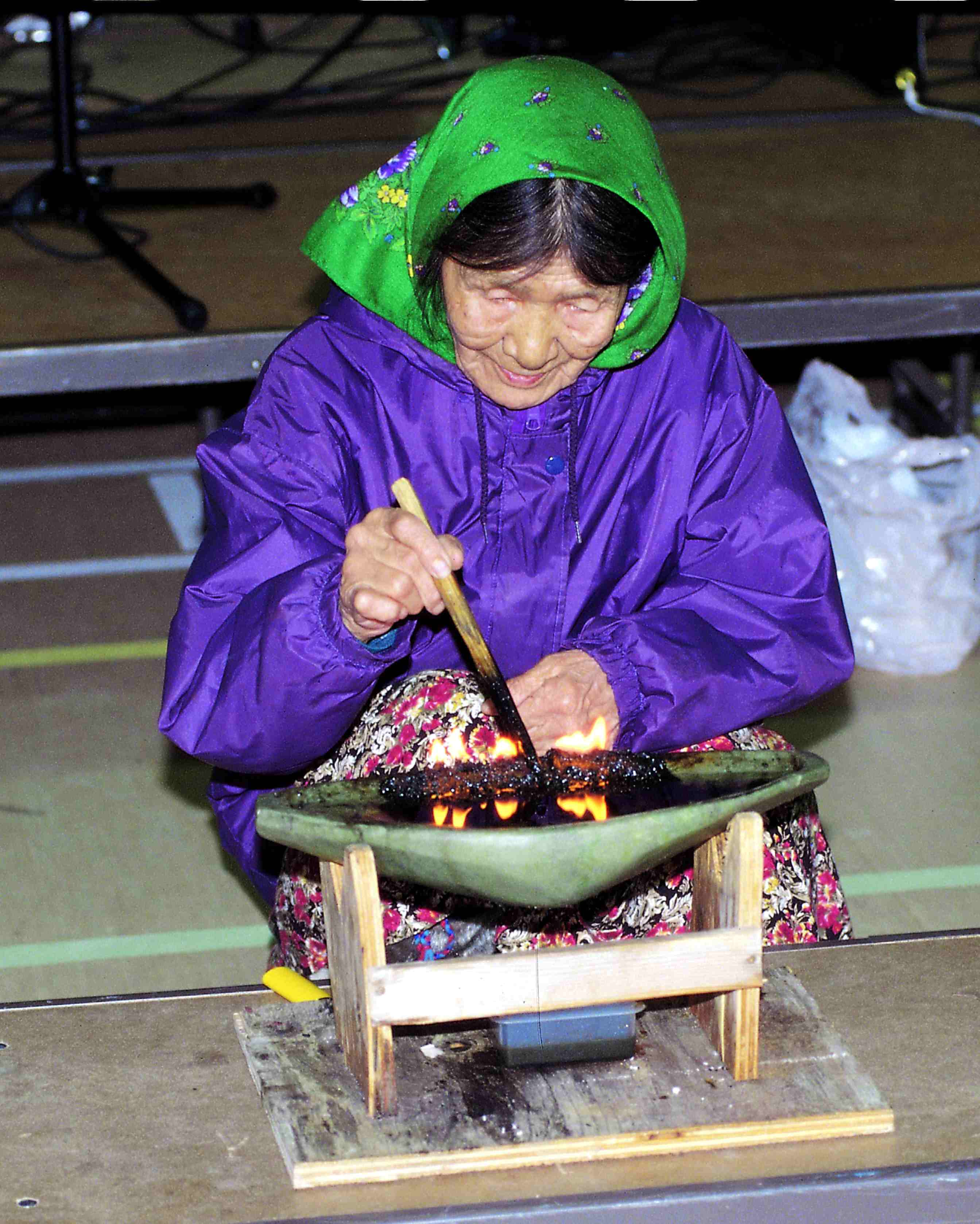
Mujer inuit atizando una lámpara tradicional qulliq de aceite de foca.

El aceite de foca es un aceite graso, amarillento, líquido, obtenido de la grasa de la foca; es soluble en éter y cloroformo; funde entre 22 y 33 °C y se utiliza en la fabricación de jabones, en el curtido de pieles de animales y como lubricante. 
Las especies de las cuales se extrae aceite incluyen foca barbuda (Erignathus barbatus), foca gris (Halichoerus grypus), foca común (Phoca vitulina), foca pía (Pagophilus groenlandicus), foca de casco (Cystophora cristata) y foca anillada (Phoca hispida).
El aceite de foca contiene además otro ácido graso al que se le atribuye la tercera parte de los omega 3 de larga cadena que circulan por el organismo, el ácido docosapentaenoico (DPA). Este tipo de ácidos minimizan la agregación plaquetaria y aumentan la migración de las células endoteliales, lo que les confiere la capacidad de reparar las lesiones tisulares de los vasos sanguíneos.